# Piculin
Piculin is een gondelbaan in Italië en is eigendom van het bedrijf Piculin Ski GmbH.
De kabelbaan is gelegen in het dorpje Pikolein (Italiaans: Piccolino) en ligt in de Skiregio Kronplatz. Het dalstation ligt echter buiten Pikolein. Het bergstation van de kabelbaan bevindt zich op de Piz de Plaies waar ook de kabelbaan vanuit Sankt Vigil aankomt. De gehele berg is gericht op de zwarte pistes, daarom zijn alle gondels van de Piculin zwart geverfd. De gondelbaan wordt ook gebruikt als verbinding tussen de skiregio's Kronplatz en Alta Badia.

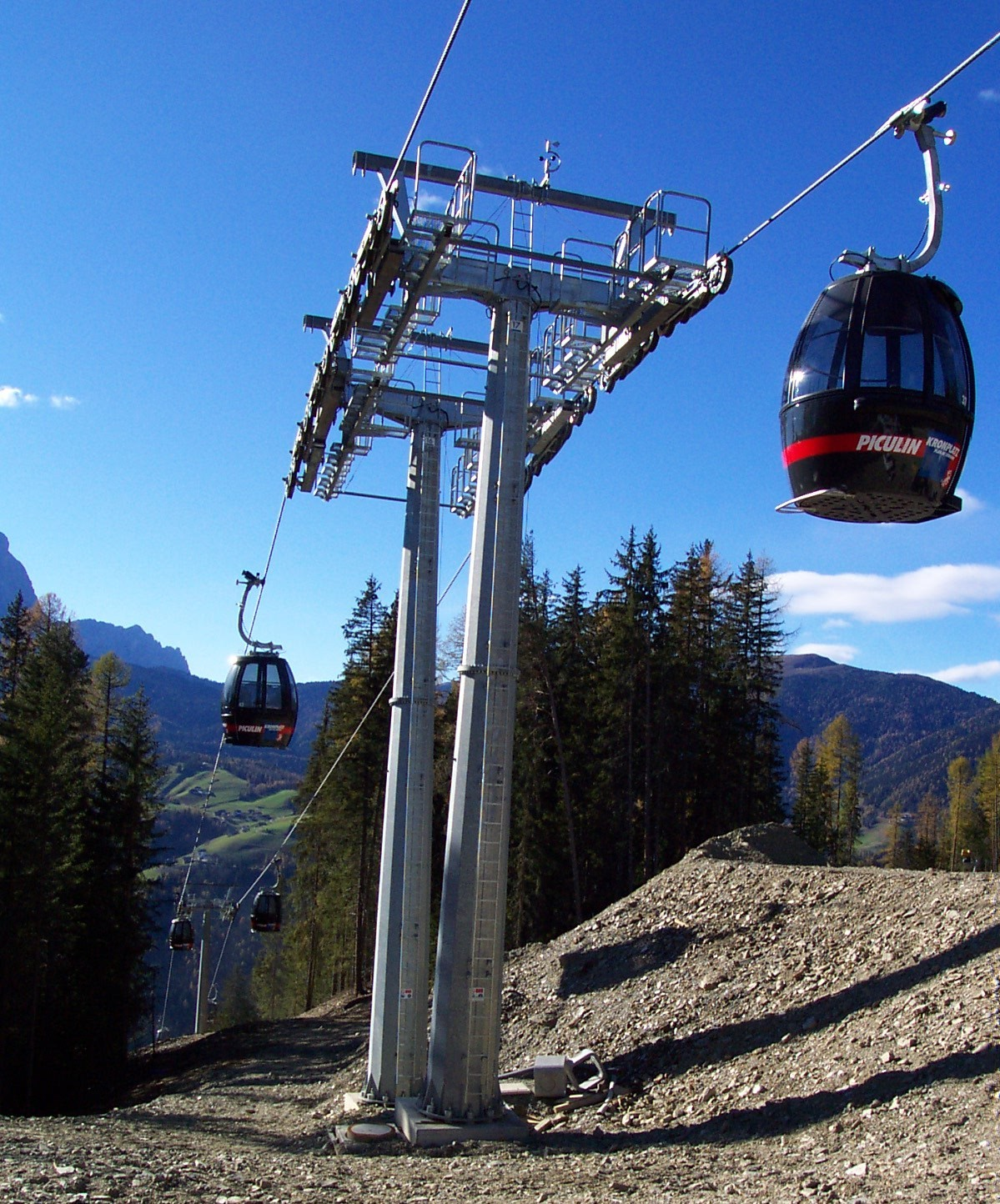
Het traject van de gondelbaan Piculin, gezien vanuit het bergstation.

De kabelbaan is in 2006 gereed gekomen en is gebouwd door de firma Doppelmayr. In totaal kunnen er 2400 personen per uur worden vervoerd. Dit is nodig omdat er dan zo min mogelijk wachtrijen ontstaan bij het dalstation.
De Piculin gondelbaan heeft samen met de zwarte piste 'Piculin' in het skiseizoen 2006/2007 een onderscheiding gekregen als "Best Black Run".
Alpen I+II
· Arndt
· Belvedere
· Col Toron
· Costa
· Gipfelbahn
· Korer
· Kronplatz 2000
· Kronplatz I+II
· Lorenzi
· Marchner
· Miara
· Olang I+II
· Pedaga
· Piculin
· Piz de Plaies
· Plateau
· Pre da Peres
· Rara
· Ruis
· Skitrans Bronta
· Sonnenlift